# Liste der Einträge im National Register of Historic Places im Rock County (Wisconsin)

Lage des Rock County in Wisconsin

Die Liste der Registered Historic Places im Rock County in Wisconsin führt alle Bauwerke und historischen Stätten im Rock County auf, die in das National Register of Historic Places aufgenommen wurden.

## Legende
| NRHP | Historic Place                      |
| HD   | Historic District                   |
| NHLD | National Historic Landmark District |

## Aktuelle Einträge
| [ 2 ] | Name                                                        | Bild                                                        | Eintragsdatum        | Lage | Ort             | Beschreibung |
| ----- | ----------------------------------------------------------- | ----------------------------------------------------------- | -------------------- | --- | --------------- | --- |
| 1     | John Alexander Wheat Warehouse                              | John Alexander Wheat Warehouse                              | 1978 ID-Nr. 78003383 | 304 South Janesville Street 42° 46′ 29″ N, 88° 56′ 11″ W | Milton          | |
| 2     | Abram Allen House                                           | Abram Allen House                                           | 1978 ID-Nr. 78003386 | 205 East Madison Avenue 42° 46′ 45″ N, 88° 56′ 54″ W | Milton          | Im Stil des Greek Revival errichtetes Gebäude                                                                            |
| 3     | The Armory                                                  | The Armory                                                  | 1978 ID-Nr. 78000130 | 10 South High Street 42° 40′ 49″ N, 89° 1′ 40″ W | Janesville      | |
| 4     | Bartlett Memorial Historical Museum                         | Bartlett Memorial Historical Museum                         | 1977 ID-Nr. 77000048 | 2149 St. Lawrence Avenue 42° 30′ 15″ N, 89° 4′ 10″ W | Beloit          | |
| 5     | Beloit Water Tower                                          | Beloit Water Tower                                          | 1983 ID-Nr. 83003410 | 1005 Pleasant Street 42° 30′ 33″ N, 89° 1′ 49″ W | Beloit          | 1889 aus Kalkstein errichteter Wasserturm                                                                                |
| 6     | Benton Avenue Historic District                             | Benton Avenue Historic District                             | 1996 ID-Nr. 96000251 | Abgegrenzt durch Benton Avenue, Wilton Avenue, Sherman Avenue, Richardson Street, Blaine Avenue und Prairie Avenue 42° 41′ 48″ N, 89° 0′ 48″ W                      | Janesville      | |
| 7     | Selvy Blodgett House                                        | Selvy Blodgett House                                        | 1980 ID-Nr. 80000183 | 417 Bluff Street 42° 29′ 59″ N, 89° 2′ 29″ W | Beloit          | |
| 8     | Bluff Street Historic District                              | Bluff Street Historic District                              | 1983 ID-Nr. 83003411 | Beide Seiten der Bluff Street zwischen Shirland Avenue und Merrill Street 42° 30′ 4″ N, 89° 2′ 30″ W                                                                | Beloit          | |
| 9     | Bostwick Avenue Historic District                           | Bostwick Avenue Historic District                           | 2006 ID-Nr. 06000321 | 404-436 Bostwick Avenue sowie 1118 und 1128 Grace Street 42° 40′ 56″ N, 89° 0′ 37″ W                                                                                | Janesville      | |
| 10    | Brasstown Cottage                                           | Brasstown Cottage                                           | 1983 ID-Nr. 83003412 | 1701 Colley Road 42° 30′ 26″ N, 89° 0′ 53″ W | Beloit          | |
| 11    | Church of St. Thomas the Apostle                            | Church of St. Thomas the Apostle                            | 1983 ID-Nr. 83003413 | 822 East Grand Avenue 42° 29′ 58″ N, 89° 1′ 41″ W | Beloit          | 1885 im neugotischen Stil errichtete Kirche                                                                              |
| 12    | Citizens Bank                                               | Citizens Bank                                               | 1985 ID-Nr. 85001661 | Front & Allen Sts. 42° 33′ 12″ N, 88° 51′ 46″ W | Clinton         | |
| 13    | City of Beloit Waterworks and Pump Station                  | City of Beloit Waterworks and Pump Station                  | 1990 ID-Nr. 90001460 | 1005 Pleasant Street 42° 30′ 32″ N, 89° 1′ 51″ W | Beloit          | |
| 14    | Clark-Brown House                                           | Clark-Brown House                                           | 1985 ID-Nr. 85002126 | 3457 Riverside Drive 42° 33′ 45″ N, 89° 2′ 6″ W | Beloit          | |
| 15    | Clinton Village Hall                                        | Clinton Village Hall                                        | 1985 ID-Nr. 85001661 | 301 Cross Street 42° 33′ 18″ N, 88° 51′ 42″ W | Clinton         | |
| 16    | Clinton Water Tower                                         | Clinton Water Tower                                         | 1985 ID-Nr. 85000493 | High Street 42° 33′ 39″ N, 88° 51′ 48″ W | Clinton         | |
| 17    | Columbus Circle Historic District                           | Columbus Circle Historic District                           | 2005 ID-Nr. 05000453 | Abgegrenzt durch North Adams Street, East Milwaukee Street und North Garfield Avenue 42° 41′ 24″ N, 89° 0′ 38″ W                                                    | Janesville      | |
| 18    | Conrad Cottages Historic District                           | Conrad Cottages Historic District                           | 1993 ID-Nr. 93000157 | 235-330 Milton Avenue 42° 41′ 12″ N, 89° 1′ 3″ W | Janesville      | |
| 19    | Cooksville Cheese Factory                                   | Cooksville Cheese Factory                                   | 1980 ID-Nr. 80000395 | SR 1 42° 50′ 6″ N, 89° 14′ 36″ W | Evansville      | 1875 errichtete Käserei                                                                                                  |
| 20    | Cooksville Historic District                                | Cooksville Historic District                                | 1973 ID-Nr. 73000254 | Public Square und Rock Street 42° 50′ 8″ N, 89° 14′ 19″ W | Cooksville      | 1980 erweitert und seitdem abgegrenzt durch Tolles Road, Church Street, Rock Street, Dane Street und Main Street         |
| 21    | Cooksville Mill and Mill Pond Site                          | Cooksville Mill and Mill Pond Site                          | 1980 ID-Nr. 80000394 | SR 1 42° 50′ 19″ N, 89° 14′ 32″ W | Evansville      | |
| 22    | Cooper-Gillies House                                        | Cooper-Gillies House                                        | 1980 ID-Nr. 80000397 | SR 1 42° 50′ 3″ N, 89° 15′ 17″ W | Evansville      | |
| 23    | Court Street Methodist Church                               | Court Street Methodist Church                               | 1977 ID-Nr. 77000045 | 36 South Main Street 42° 40′ 55″ N, 89° 1′ 17″ W | Janesville      | 1906 errichtete Kirche                                                                                                   |
| 24    | Courthouse Hill Historic District                           | Courthouse Hill Historic District                           | 1986 ID-Nr. 86000205 | Abgegrenzt durch E. Milwaukee Street, Garfield Avenue, Oakland Avenue, South Main Street, East Court Street und Milton Avenue 42° 41′ 0″ N, 89° 0′ 58″ W            | Janesville      | |
| 25    | J. W. Crist House                                           | J. W. Crist House                                           | 1983 ID-Nr. 83003414 | 2601 Afton Road 42° 32′ 26″ N, 89° 3′ 4″ W | Beloit          | |
| 26    | Crosby Block                                                | Crosby Block                                                | 1985 ID-Nr. 85001658 | 102 Allen Street 42° 33′ 12″ N, 88° 51′ 46″ W | Clinton         | |
| 27    | James B. Crosby House                                       | James B. Crosby House                                       | 1995 ID-Nr. 95001454 | 1005 Sutherland Avenue 42° 41′ 41″ N, 89° 1′ 27″ W | Janesville      | |
| 28    | Charles L. Culton House                                     | Charles L. Culton House                                     | 1977 ID-Nr. 77000046 | 708 Washington Street 42° 50′ 19″ N, 89° 4′ 34″ W | Edgerton        | |
| 29    | De Jean House                                               | De Jean House                                               | 1978 ID-Nr. 78003388 | 27 3rd Street 42° 46′ 54″ N, 88° 57′ 33″ W | Milton          | |
| 30    | Erastus Dean Farmstead                                      | Erastus Dean Farmstead                                      | 1978 ID-Nr. 78000131 | U.S. 14 42° 39′ 20″ N, 88° 52′ 50″ W | Janesville      | |
| 31    | Homer B. DeLong House                                       | Homer B. DeLong House                                       | 1985 ID-Nr. 85001659 | 500 Milwaukee Road 42° 33′ 29″ N, 88° 51′ 51″ W | Clinton         | |
| 32    | Dougan Round Barn                                           | Dougan Round Barn                                           | 1979 ID-Nr. 79000108 | 444 West Colley Road 42° 30′ 29″ N, 88° 59′ 20″ W | Beloit          | 1911 errichtete Rundscheune; 2012 abgerissen                                                                             |
| 33    | John T. Dow House                                           | John T. Dow House                                           | 1980 ID-Nr. 80000396 | SR 1 42° 50′ 5″ N, 89° 14′ 49″ W | Evansville      | |
| 34    | Eager Free Public Library                                   | Eager Free Public Library                                   | 1977 ID-Nr. 77000047 | 39 West Main Street 42° 47′ 5″ N, 89° 3′ 23″ W | Evansville      | |
| 35    | Almeron Eager Funerary Monument and Plot                    | Almeron Eager Funerary Monument and Plot                    | 2011 ID-Nr. 11000477 | 8012 North Cemetery Road 42° 46′ 59″ N, 89° 17′ 21″ W | Evansville      | |
| 36    | East Milwaukee Street Historic District                     | East Milwaukee Street Historic District                     | 1980 ID-Nr. 80000184 | North Parker Drive und East Milwaukee Street 42° 41′ 1″ N, 89° 1′ 18″ W                                                                                             | Janesville      | |
| 37    | Edgerton Depot                                              | Edgerton Depot                                              | 1998 ID-Nr. 98000283 | 20 South Main Street 42° 50′ 0″ N, 89° 4′ 13″ W | Edgerton        | |
| 38    | Edgerton Post Office                                        | Edgerton Post Office                                        | 2000 ID-Nr. 00001239 | 104 North Swift Street 42° 50′ 8″ N, 89° 4′ 16″ W | Edgerton        | |
| 39    | Edgerton Public Grade Schools                               | Edgerton Public Grade Schools                               | 1987 ID-Nr. 86003568 | 116 North Swift Street 42° 50′ 9″ N, 89° 4′ 11″ W | Edgerton        | |
| 40    | Emerson Hall                                                | Emerson Hall                                                | 1979 ID-Nr. 79000109 | Campus des Beloit College 42° 30′ 26″ N, 89° 1′ 43″ W | Beloit          | |
| 41    | Evansville Historic District                                | Evansville Historic District                                | 1978 ID-Nr. 78000132 | Abgegrenzt durch Allens Creek, Liberty Street, 4th Street und Garfield Street 42° 46′ 46″ N, 89° 18′ 10″ W                                                          | Evansville      | |
| 42    | Evansville Standpipe                                        | Evansville Standpipe                                        | 2008 ID-Nr. 08000120 | 288 North 4th Street 42° 47′ 5″ N, 89° 18′ 47″ W | Evansville      | 1901 errichteter Wasserturm                                                                                              |
| 43    | Fairbanks Flats                                             | Fairbanks Flats                                             | 1983 ID-Nr. 83003416 | 205, 215 Birch Avenue sowie 206 und 216 Carpenter Avenue 42° 31′ 19″ N, 89° 2′ 24″ W                                                                                | Beloit          | 1917 von der Firma Fairbanks, Morse and Company für schwarze Arbeiter errichtete Unterkünfte                             |
| 44    | First Congregational Church                                 | First Congregational Church                                 | 1975 ID-Nr. 75000078 | 801 Bushnell Street 42° 30′ 6″ N, 89° 1′ 40″ W | Beloit          | 1862 in einem Stilmix aus Greek Revival und Neuromanik errichtete Kirche                                                 |
| 45    | Footville Condensery                                        | Footville Condensery                                        | 1982 ID-Nr. 82000704 | Beloit Street 42° 40′ 0″ N, 89° 12′ 27″ W | Footville       | |
| 46    | Footville State Bank                                        | Footville State Bank                                        | 1982 ID-Nr. 82000705 | 158 Depot Street 42° 40′ 11″ N, 89° 12′ 40″ W | Footville       | |
| 47    | Fredendall Block                                            | Fredendall Block                                            | 1982 ID-Nr. 82000706 | 33-39 South Main Street 42° 40′ 56″ N, 89° 1′ 17″ W | Janesville      | |
| 48    | Fulton Congregational Church                                | Fulton Congregational Church                                | 1976 ID-Nr. 76000077 | Fulton Street 42° 48′ 21″ N, 89° 7′ 44″ W | Town of Fulton  | 1858 im Stil des Greek Revival errichtete Kirche                                                                         |
| 49    | Fulton Street Historic District                             | Fulton Street Historic District                             | 1999 ID-Nr. 99000788 | Fulton Street zwischen Main Street und Albion Street sowie 11-21 Swift Street 42° 50′ 3″ N, 89° 4′ 13″ W                                                            | Edgerton        | |
| 50    | Gempeler Round Barn                                         |                                                             | 1979 ID-Nr. 79000110 | West Gempeler Road 42° 39′ 50″ N, 89° 19′ 50″ W | Orfordville     | 1912 errichtete Rundscheune                                                                                              |
| 51    | Gifford House                                               | Gifford House                                               | 1978 ID-Nr. 78003387 | 308 Vernal Street 42° 46′ 51″ N, 88° 57′ 36″ W | Milton          | |
| 52    | Gilley-Tofsland Octagonal Barn                              | Gilley-Tofsland Octagonal Barn                              | 1979 ID-Nr. 79000111 | West Stebbinsville Road 42° 50′ 40″ N, 89° 10′ 30″ W | Stebbinsville   | |
| 53    | Goodrich Blacksmith Shop                                    | Goodrich Blacksmith Shop                                    | 1978 ID-Nr. 78003382 | 28 South Janesville Street 42° 46′ 34″ N, 88° 56′ 10″ W | Milton          | |
| 54    | Goodrich-Buten House                                        | Goodrich-Buten House                                        | 1978 ID-Nr. 78003385 | 528 East Madison Street 42° 46′ 38″ N, 88° 56′ 22″ W | Milton          | |
| 55    | Grove Street Historic District                              | Grove Street Historic District                              | 2011 ID-Nr. 11000531 | 103, 111, 112, 116, 119, 125, 126, 133 und 134 Grove Street 42° 47′ 0,5″ N, 89° 18′ 8″ W                                                                            | Evansville      | |
| 56    | Hanchett Block                                              | Hanchett Block                                              | 1980 ID-Nr. 80000185 | 307 State Street 42° 29′ 56″ N, 89° 2′ 8″ W | Beloit          | |
| 57    | Hilton House Hotel                                          | Hilton House Hotel                                          | 2003 ID-Nr. 03001128 | 434 East Grand Avenue 42° 29′ 58″ N, 89° 2′ 2″ W | Beloit          | |
| 58    | How-Beckman Mill                                            | How-Beckman Mill                                            | 1977 ID-Nr. 77000049 | Adresse nicht veröffentlicht | Beloit          | |
| 59    | John and Martha Hugunin House                               | John and Martha Hugunin House                               | 2005 ID-Nr. 05000534 | 2739 Beloit Avenue 42° 38′ 30″ N, 89° 0′ 41″ W | Janesville      | |
| 60    | Janesville Cotton Mill                                      | Janesville Cotton Mill                                      | 1980 ID-Nr. 80000186 | 220 North Franklin Street 42° 41′ 2″ N, 89° 1′ 39″ W | Janesville      | |
| 61    | Janesville High School                                      | Janesville High School                                      | 1999 ID-Nr. 99000760 | 408 South Main Street 42° 40′ 40″ N, 89° 1′ 2″ W | Janesville      | Auch als Marshall Junior High School bekannt                                                                             |
| 62    | Janesville Public Library                                   | Janesville Public Library                                   | 1981 ID-Nr. 81000057 | 64 South Main Street 42° 40′ 53″ N, 89° 1′ 15″ W | Janesville      | |
| 63    | Janesville Pumping Station                                  | Janesville Pumping Station                                  | 1985 ID-Nr. 85000494 | Block 500 River Street 42° 40′ 48″ N, 89° 1′ 22″ W | Janesville      | |
| 64    | Jefferson Avenue Historic District                          | Jefferson Avenue Historic District                          | 2006 ID-Nr. 06000300 | Abgegrenzt durch Oakland Avenue, Garfield Avenue, Ruger Avenue und Forest Park Boulevard 42° 41′ 10″ N, 89° 0′ 40″ W                                                | Janesville      | |
| 65    | John H. Jones House                                         | John H. Jones House                                         | 2008 ID-Nr. 08000186 | 538 South Main Street 42° 40′ 36″ N, 89° 0′ 56″ W | Janesville      | |
| 66    | Samuel S. Jones Cobblestone House                           | Samuel S. Jones Cobblestone House                           | 1978 ID-Nr. 78000133 | Milwaukee Road 42° 33′ 57″ N, 88° 49′ 2″ W | Town of Clinton | |
| 67    | Kinney Farmstead-Tay-e-he-Dah Site                          | Kinney Farmstead-Tay-e-he-Dah Site                          | 1978 ID-Nr. 78000134 | Adresse nicht veröffentlicht | Edgerton        | |
| 68    | Lappin-Hayes Block                                          | Lappin-Hayes Block                                          | 1976 ID-Nr. 76000224 | 20 East Milwaukee Street 42° 40′ 58″ N, 89° 1′ 21″ W | Janesville      | 1855 im Italianate-Stil errichtetes Gebäude                                                                              |
| 69    | LaPrairie Grange Hall No. 79                                | LaPrairie Grange Hall No. 79                                | 1977 ID-Nr. 77000050 | Town Hall Road 42° 37′ 37″ N, 88° 57′ 12″ W | Janesville      | 1874 im Italianate-Stil errichtetes Rathaus                                                                              |
| 70    | Lathrop-Munn Cobblestone House                              | Lathrop-Munn Cobblestone House                              | 1977 ID-Nr. 77000051 | 524 Bluff Street 42° 30′ 3″ N, 89° 2′ 31″ W | Beloit          | |
| 71    | Leonard—Leota Park                                          | Leonard—Leota Park                                          | 2012 ID-Nr. 12000610 | 20, 30, 40, 50, ca. 60, 120 und 121 Antes Drive, 321, 340, 359, 360, 363, 365 und 395 Burr W. Jones Circle sowie Leonard Park Drive 42° 47′ 7,3″ N, 89° 18′ 5,9″ W  | Evansville      | |
| 72    | Look West Historic District                                 | Look West Historic District                                 | 1987 ID-Nr. 87000506 | Abgegrenzt durch Mineral Point Avenue, North Franklin Street, Race Street, Laurel Avenue und North Chatham Street 42° 41′ 3″ N, 89° 2′ 0″ W                         | Janesville      | 1993 erweitert und seitdem abgegrenzt durch Laurel Avenue, North Madison Street, West Court Street und North Palm Street |
| 73    | Lovejoy and Merrill-Nowlan Houses                           | Lovejoy and Merrill-Nowlan Houses                           | 1980 ID-Nr. 80000187 | 220 und 202 St. Lawrence Avenue 42° 40′ 55″ N, 89° 1′ 7″ W | Janesville      | Am Beginn des 20. Jahrhunderts errichtetes Wohnhaus des früheren Bürgermeisters                                          |
| 74    | Peter McEwan Warehouse                                      | Peter McEwan Warehouse                                      | 1978 ID-Nr. 78003384 | 711 East High Street 42° 46′ 22″ N, 88° 56′ 19″ W | Milton          | |
| 75    | Merrill Avenue Historic District                            | Merrill Avenue Historic District                            | 1993 ID-Nr. 93000028 | 103, 107, 111, 115 Merrill Avenue 42° 30′ 34″ N, 89° 2′ 13″ W | Beloit          | |
| 76    | Miller House                                                | Miller House                                                | 1980 ID-Nr. 80000399 | SR 1 42° 49′ 40″ N, 89° 14′ 25″ W | Evansville      | |
| 77    | Milton College Historic District                            | Milton College Historic District                            | 1980 ID-Nr. 80000188 | College Street 42° 46′ 27″ N, 88° 56′ 32″ W | Milton          | |
| 78    | Milton House                                                | Milton House                                                | 1972 ID-Nr. 72000065 | 18 South Janesville Street 42° 46′ 37″ N, 88° 56′ 11″ W | Milton          | 1838 errichtetes Gebäude; diente als Station der Underground Railroad genannten Sklavenbefreiungsorganisation            |
| 79    | Moran’s Saloon                                              | Moran’s Saloon                                              | 1983 ID-Nr. 83003417 | 312 State Street 42° 29′ 57″ N, 89° 2′ 9″ W | Beloit          | |
| 80    | Mouth of the Yahara Archeological District                  | Mouth of the Yahara Archeological District                  | 1975 ID-Nr. 75000079 | Adresse nicht veröffentlicht | Town of Fulton  | |
| 81    | Murray-George House                                         | Murray-George House                                         | 1985 ID-Nr. 85002125 | SR P 42° 30′ 33″ N, 88° 56′ 18″ W | Beloit          | |
| 82    | Peter Myers Pork Packing Plant and Willard Coleman Building | Peter Myers Pork Packing Plant and Willard Coleman Building | 1983 ID-Nr. 83003418 | 117-123 North Main Street 42° 41′ 3″ N, 89° 1′ 26″ W | Janesville      | 1880 im Italianate-Stil errichtetes Fabrikgebäude                                                                        |
| 83    | Myers-Newhoff House                                         | Myers-Newhoff House                                         | 1979 ID-Nr. 79000277 | 121 North Parker Drive 42° 41′ 5″ N, 89° 1′ 22″ W | Janesville      | |
| 84    | Near East Side Historic District                            | Near East Side Historic District                            | 1983 ID-Nr. 83003419 | Abgegrenzt durch Pleasant Street, Clary Street, Wisconsin Avenue und East Grand Avenue 42° 30′ 10″ N, 89° 1′ 40″ W                                                  | Beloit          | Ensemble historischer Gebäude                                                                                            |
| 85    | Elbert Neese House                                          | Elbert Neese House                                          | 1983 ID-Nr. 83003420 | 1302 Bushnell Street 42° 30′ 4″ N, 89° 1′ 15″ W | Beloit          | |
| 86    | North Main Street Historic District                         | North Main Street Historic District                         | 1980 ID-Nr. 80000189 | North Main Street und North Parker Drive 42° 41′ 2″ N, 89° 1′ 23″ W                                                                                                 | Janesville      | |
| 87    | Sterling North House                                        | Sterling North House                                        | 1997 ID-Nr. 96001579 | 409 West Rollin Street 42° 50′ 14″ N, 89° 4′ 4″ W | Edgerton        | 1918 im Queen-Anne-Stil errichtetes Wohnhaus; Hier wuchs der spätere Schriftsteller Sterling North auf.                  |
| 88    | Clark Nye House                                             | Clark Nye House                                             | 1983 ID-Nr. 83003422 | 2501 Spring Creek Road 42° 31′ 34″ N, 89° 4′ 45″ W | Beloit          | |
| 89    | Old Fourth Ward Historic District                           | Old Fourth Ward Historic District                           | 1990 ID-Nr. 90000789 | Abgegrenzt durch Washington Street, Center Avenue, Court Street, Franklin Street und Monterey Park 42° 40′ 24″ N, 89° 1′ 45″ W                                      | Janesville      | |
| 90    | Orfordville Depot                                           | Orfordville Depot                                           | 1988 ID-Nr. 88002004 | Beloit Street 42° 37′ 41″ N, 89° 15′ 22″ W | Orfordville     | 1886 errichtetes Bahnhofsgebäude der Milwaukee Road                                                                      |
| 91    | William J. Owen Store                                       | William J. Owen Store                                       | 1982 ID-Nr. 82000707 | 220 Depot Street 42° 40′ 11″ N, 89° 12′ 40″ W | Footville       | |
| 92    | J. L. Pangborn House                                        | J. L. Pangborn House                                        | 1985 ID-Nr. 85001664 | 300 Allen Street 42° 33′ 20″ N, 88° 51′ 47″ W | Clinton         | |
| 93    | Payne-Craig House                                           | Payne-Craig House                                           | 1987 ID-Nr. 87000990 | 2200 West Memorial Drive 42° 41′ 44″ N, 89° 2′ 52″ W | Janesville      | |
| 94    | Pearsons Hall of Science                                    | Pearsons Hall of Science                                    | 1980 ID-Nr. 80000190 | Campus des Beloit College 42° 30′ 13″ N, 89° 1′ 53″ W | Beloit          | Von 1892 bis 1893 im neuromanischen Stil unter Aufsicht des Architekten Daniel Burnham errichtetes Collegegebäude        |
| 95    | Pomeroy and Pelton Tobacco Warehouse                        | Pomeroy and Pelton Tobacco Warehouse                        | 1998 ID-Nr. 98000848 | 1 West Fulton Street 42° 50′ 0″ N, 89° 4′ 10″ W | Edgerton        | Auch als Dickinson Tobacco Warehouse bekannt                                                                             |
| 96    | J. K. Porter Farmstead                                      | J. K. Porter Farmstead                                      | 1980 ID-Nr. 80000400 | SR 1 42° 50′ 9″ N, 89° 13′ 35″ W | Evansville      | |
| 97    | Prospect Hill Historic District                             | Prospect Hill Historic District                             | 1992 ID-Nr. 92001558 | Abgegrenzt durch Eisenhower Avenue, Prospect Avenue, Atwood Avenue, Milwaukee Street, Parker Drive und Centerway 42° 41′ 10″ N, 89° 1′ 16″ W                        | Janesville      | |
| 98    | Brewster Randall House                                      | Brewster Randall House                                      | 1984 ID-Nr. 84003782 | 1412 Ruger Avenue 42° 41′ 10″ N, 89° 0′ 19″ W | Janesville      | |
| 99    | Rasey House                                                 | Rasey House                                                 | 1974 ID-Nr. 74000123 | 517 Prospect Street 42° 30′ 5″ N, 89° 1′ 50″ W | Beloit          | |
| 100   | Charles Rau House                                           | Charles Rau House                                           | 1983 ID-Nr. 83003423 | 757 Euclid Avenue 42° 30′ 1″ N, 89° 2′ 56″ W | Beloit          | |
| 101   | Richardson Grout House                                      | Richardson Grout House                                      | 1980 ID-Nr. 80000402 | SR 1 42° 49′ 6″ N, 89° 12′ 41″ W | Evansville      | |
| 102   | Hamilton Richardson House                                   | Hamilton Richardson House                                   | 1978 ID-Nr. 78000135 | 429 Prospect Avenue 42° 41′ 14″ N, 89° 1′ 13″ W | Janesville      | |
| 103   | Richardson-Brinkman Cobblestone House                       | Richardson-Brinkman Cobblestone House                       | 1977 ID-Nr. 77000052 | 607 West Milwaukee Road 42° 33′ 27″ N, 88° 51′ 58″ W | Clinton         | 1843 im Stil des Greek Rivival errichtetes Wohnhaus                                                                      |
| 104   | Rindfleisch Building                                        | Rindfleisch Building                                        | 1983 ID-Nr. 83003424 | 512 East Grand Avenue 42° 29′ 58″ N, 89° 2′ 0″ W | Beloit          | |
| 105   | Risum Round Barn                                            |                                                             | 1979 ID-Nr. 79000112 | Southwest of Orfordville 42° 35′ 55″ N, 89° 17′ 35″ W | Orfordville     | 1890–1892 errichtete Rundscheune                                                                                         |
| 106   | John C. and Mary Robinson Farmstead                         | John C. and Mary Robinson Farmstead                         | 2010 ID-Nr. 09001221 | 18002 West County Trunk Highway C 42° 47′ 14,4″ N, 89° 21′ 26,2″ W                                                                                                  | Town of Union   | |
| 107   | St. John’s Lutheran Church                                  | St. John’s Lutheran Church                                  | 2012 ID-Nr. 12000521 | 312 South 3rd Street 42° 46′ 33,6″ N, 89° 18′ 20,5″ W | Evansville      | |
| 108   | Shopiere Congregational Church                              | Shopiere Congregational Church                              | 1976 ID-Nr. 76000078 | Buss Road 42° 34′ 14″ N, 88° 56′ 17″ W | Shopiere        | 1853 im Stil des Greek Revival errichtete Kirche                                                                         |
| 109   | Stephen Slaymaker House                                     | Stephen Slaymaker House                                     | 1983 ID-Nr. 83003425 | 348 Euclid Avenue 42° 29′ 59″ N, 89° 2′ 32″ W | Beloit          | |
| 110   | Samuel Smiley House                                         | Samuel Smiley House                                         | 1982 ID-Nr. 82001849 | WI 213 42° 35′ 59″ N, 89° 12′ 25″ W | Orfordville     | |
| 111   | John Smith House                                            | John Smith House                                            | 1985 ID-Nr. 85001663 | 312 Pleasant Street 42° 33′ 24″ N, 88° 52′ 4″ W | Clinton         | |
| 112   | South First Street Residential Historic District            | South First Street Residential Historic District            | 2011 ID-Nr. 11000532 | 341, 348, 349, 402, 408, 409, 412, 419, 433, 439 und 443 South 1st Street 42° 46′ 29″ N, 89° 18′ 3″ W                                                               | Evansville      | |
| 113   | South Main Street Historic District                         | South Main Street Historic District                         | 1990 ID-Nr. 90000820 | South Main Street zwischen Milwaukee Street und dem Rock County Courthouse sowie East Court Street zwischen Parker Drive und Rock River 42° 40′ 55″ N, 89° 1′ 17″ W | Janesville      | |
| 114   | St. Paul’s Episcopal Church                                 | St. Paul’s Episcopal Church                                 | 1978 ID-Nr. 78000136 | 212 West Grand Avenue 42° 30′ 5″ N, 89° 2′ 22″ W | Beloit          | 1850 errichtete Kirche                                                                                                   |
| 115   | Stark-Clint House                                           | Stark-Clint House                                           | 1985 ID-Nr. 85002124 | Creek Road 42° 35′ 4″ N, 88° 55′ 32″ W | Tiffany         | |
| 116   | Harrison Stebbins House                                     | Harrison Stebbins House                                     | 1980 ID-Nr. 80000401 | SR 1 42° 49′ 36″ N, 89° 12′ 55″ W | Evansville      | |
| 117   | Soloman J. Strang House                                     | Soloman J. Strang House                                     | 1982 ID-Nr. 82000708 | 231 North Gilbert 42° 40′ 25″ N, 89° 12′ 32″ W | Footville       | |
| 118   | Strong Building                                             | Strong Building                                             | 1983 ID-Nr. 83003426 | 400-408 East Grand Avenue 42° 29′ 58″ N, 89° 2′ 7″ W | Beloit          | |
| 119   | Strong Partridge Mound Group                                | Strong Partridge Mound Group                                | 1994 ID-Nr. 94000057 | 1750 Arrowhead Drive 42° 31′ 9″ N, 89° 0′ 37″ W | Beloit          | |
| 120   | John and Eleanor Strunk House                               | John and Eleanor Strunk House                               | 2008 ID-Nr. 08000184 | 2306 North Parker Drive 42° 42′ 38″ N, 89° 1′ 59″ W | Janesville      | |
| 121   | Tallman House                                               | Tallman House                                               | 1970 ID-Nr. 70000085 | 440 North Jackson Street 42° 41′ 10″ N, 89° 1′ 53″ W | Janesville      | |
| 122   | A. E. Taylor House                                          | A. E. Taylor House                                          | 1985 ID-Nr. 85001662 | 318 Durand Street 42° 33′ 25″ N, 88° 51′ 51″ W | Clinton         | |
| 123   | Turtleville Iron Bridge                                     | Turtleville Iron Bridge                                     | 1977 ID-Nr. 77000053 | Lathers Road 42° 33′ 56″ N, 88° 57′ 52″ W | Beloit          | 1887 errichtete Fachwerkbrücke                                                                                           |
| 124   | West Luther Valley Lutheran Church                          | West Luther Valley Lutheran Church                          | 1980 ID-Nr. 80000191 | West Church Road 42° 36′ 26″ N, 89° 19′ 35″ W | Orfordville     | 1872 errichtete Kirche                                                                                                   |
| 125   | West Milwaukee Street Historic District                     | West Milwaukee Street Historic District                     | 1990 ID-Nr. 90000790 | Abgegrenzt durch Wall Street, River Street, Court Street und Academy Street 42° 40′ 52″ N, 89° 1′ 33″ W                                                             | Janesville      | |
| 126   | Frances Willard Schoolhouse                                 | Frances Willard Schoolhouse                                 | 1977 ID-Nr. 77000054 | Craig Avenue 42° 41′ 29″ N, 89° 0′ 19″ W | Janesville      | 1853 im Stil des Greek Revival errichtetes Schulgebäude                                                                  |
| 127   | Wyman-Rye Farmstead                                         | Wyman-Rye Farmstead                                         | 1977 ID-Nr. 77000055 | Wyman-Rye Drive 42° 35′ 28″ N, 88° 52′ 18″ W | Town of Clinton | |
| 128   | Florence Yates House                                        | Florence Yates House                                        | 1983 ID-Nr. 83003427 | 1614 Emerson Street 42° 30′ 16″ N, 89° 0′ 59″ W | Beloit          | |

## Frühere Einträge
| [ 2 ] | Name                                          | Bild                     | Eintragsdatum        | Lage                                                   | Ort        | Beschreibung                                                                 |
| ----- | --------------------------------------------- | ------------------------ | -------------------- | ------------------------------------------------------ | ---------- | ---------------------------------------------------------------------------- |
| 1     | Belle Cottage                                 |                          | 1979 ID-Nr. 79000107 | 1837 Center Avenue 42° 39′ 7,2″ N, 89° 1′ 50,5″ W      | Janesville | 1987 abgerissen und aus dem Register gestrichen                              |
| 2     | Carlton Hotel                                 |                          | 1988 ID-Nr. 88002173 | 14 North Henry Street 42° 50′ 5,3″ N, 89° 4′ 10,2″ W   | Edgerton   | 1991 abgebrannt und ein Jahr darauf aus dem Register gestrichen              |
| 3     | Dean-Armstrong-Englund Octagonal Barn         |                          | 1979 ID-Nr. 79003769 | Adresse nicht mehr veröffentlicht                      | Milton     | 1984 aus dem Register gestrichen                                             |
| 4     | J.B. Dow House and Carpenter Douglas Barn     |                          | 1983 ID-Nr. 83003415 | 910 Board Street 42° 39′ 7,7″ N, 89° 1′ 52,4″ W        | Beloit     | 1996 durch Feuer beschädigt; 2009 abgerissen und aus dem Register gestrichen |
| 5     | Leedle Mill Truss Bridge                      | Leedle Mill Truss Bridge | 1980 ID-Nr. 80000398 | SR 1 42° 50′ 37″ N, 89° 15′ 9,4″ W                     | Evansville | 2013 aus dem Register gestrichen                                             |
| 6     | Wisconsin School for the Blind-Music Building |                          | 1987 ID-Nr. 87000440 | 1700 West State Street 42° 39′ 53,4″ N, 89° 2′ 24,7″ W | Janesville | 1989 aus dem Register gestrichen                                             |